# 趙云仡
趙云仡（韓語：조운흘，1332年—1404年），號石磵，豐壤人，高麗末、朝鮮初大臣。高麗太祖時平章趙孟三十世孫，祖父趙叔鴒，父趙虔。趙云仡為李仁復弟子。恭愍王時為刑部員外郎，元末紅巾軍亂入高麗時陪同恭愍王南巡。歷任西海道都觀察黜陟使、江陵大都護府使，治績皆良好，不貸違法。趙云仡信佛，厭惡俗事，最後隱居廣州古垣終老，卒年七十三，無後。葬于楊州峨嵯山南摩訶耶孔子杏壇上、釋迦雙樹下，墓誌銘是其自撰。有《三韓詩龜鑑》、《石磵集》存世。